# Evocati
Evocati – żołnierze rzymskiej armii o statusie weteranów, którzy dobrowolnie ponownie zaciągnęli się do służby wojskowej po otrzymaniu takiej propozycji od dowódcy. Evocati byli lepiej opłacani od zwykłych legionistów i nie musieli pełnić niektórych typowych dla zwykłych żołnierzy obowiązków (takich jak budowa dróg czy fortyfikacji).
Wielu znanych wodzów opierało swe wojska na weteranach, którzy dzięki zdobytemu przez lata służby doświadczeniu prezentowali wyraźnie wyższą wartość bojową od pozostałej części armii, aby zatem zachęcić żołnierzy do ponownego wstępowania do armii po odbyciu przepisowej służby, wprowadzono instytucję evocati z wszystkimi związanymi z tym przywilejami.
Evocati określano również niekiedy mianem "Synów Marsa" co związane było z dość krwawym obrzędem odprawianym przy dopuszczaniu żołnierza do ponownej służby.